# Robert Smith Walker
Robert Smith Walker (Bradford, 23 dicembre 1942) è un politico statunitense, membro della Camera dei Rappresentanti per lo stato della Pennsylvania dal 1977 al 1997.

## Biografia
Nato a Bradford, Walker studiò all'Università del Delaware e successivamente lavorò come insegnante.
Entrato in politica con il Partito Repubblicano, tra il 1967 e il 1977 fu collaboratore del deputato Edwin Duing Eshleman. Quando Eshleman decise di ritirarsi dalla politica, Walker si candidò per prendere il suo posto alla Camera dei Rappresentanti e riuscì a farsi eleggere.
Riconfermato per altri nove mandati negli anni successivi, lasciò il Congresso nel 1997 dopo vent'anni di permanenza. Durante il suo servizio pubblico come deputato, Walker si configurava come un repubblicano molto conservatore.
Dopo aver lasciato il seggio, Walker è entrato a far parte di alcuni consigli di amministrazione tra cui quello della Space Adventures e quello della Space Foundation.